# Seichebrières

Seichebrières este o comună în departamentul Loiret din centrul Franței. În 1 ianuarie 2022 avea o populație de 220 de locuitori.